# Cotinga tallabranques de Xile
La cotinga tallabranques de Xile (Phytotoma rara) és una espècie de petita ocell passeriforme d'Amèrica del Sud.

## Descripció
Mesura uns 18-20 centímetres de longitud.
Posseeix dimorfisme sexual, on el mascle posseeix el pit i el front vermelloses, ales negres amb franges blanques, mentre que la femella posseeix tons grisos.

## Hàbitat i distribució
A Xile se situa entre la III Regió d'Atacama i la XII Regió de Magallanes i de l'Antàrtica Xilena.
A Argentina habita la zona oest del país. Es troba en valls, boscos i matolls, tant a Xile com a l'Argentina. Són sovint vists en els jardins, horts i terres de cultiu, i de vegades es considera una espècie nociva per a l'agricultura.